# Nikita Vasilchenko
Nikita Vasilchenko (* 3. August 1994 in Taschkent, Usbekistan) ist ein deutscher Schauspieler.

## Leben
Nikita Vasilchenko wurde am 3. August 1994 in Taschkent, Usbekistan geboren und zog im Alter von sechs Jahren zusammen mit seinen Eltern nach Deutschland.
Im Jahre 2017 absolvierte er seinen Bachelor of Arts in Köln und arbeitete zunächst als Assistenz der Set-Aufnahmeleitung bei internationalen Produktionen wie High Life  mit Robert Pattinson, Code 7500 mit Joseph Gordon-Levitt und Annette mit Adam Driver.

## Schauspiel
Der erste Auftritt vor der Kamera erfolgte im Jahre 2015 im Sci-Fi Film Boy 7, wo Nikita einen der handvoll Neu-Talente spielte, die in einem Eliteinternat resozialisiert werden sollen.
2019 spielte Nikita den deutschen Maler und Farblicht-Musiker Ludwig Hirschfeld-Mack in der Serie Die Neue Zeit  an der Seite von August Diehl und Valerie Pachner.
2021 spielte er den Lakai in der Eröffnungsszene des Filmes Catweazle zusammen mit Otto Waalkes.
Es folgten weitere Auftritte in Serien wie Alarm für Cobra 11, Unsere wunderbaren Jahre (Regie: Elmar Fischer), Ohne Schnitzel geht es nicht und Die Klempnerin.

## Filmografie

### Kino
- 2015: Boy 7
- 2019: Ich war noch niemals in New York
- 2021: Catweazle
- 2024: Bad Director

### Fernsehen

#### Fernsehfilme
- 2018: Keiner schiebt uns weg

#### Fernsehserien und -reihen
- 2019: Die Neue Zeit
- 2019: Ohne Schnitzel geht es nicht
- 2019: Die Klempnerin
- 2020: Unsere wunderbaren Jahre
- 2023: Alarm für Cobra 11